# Серакув (Свентокшиське воєводство)
Серакув (пол. Sieraków) — село в Польщі, у гміні Далешиці Келецького повіту Свентокшиського воєводства.
Населення — 178 осіб (2011).
У 1975-1998 роках село належало до Келецького воєводства.

## Демографія
Демографічна структура на день 31 березня 2011 року:
|          | Загалом | Допрацездатний вік | Працездатний вік | Постпрацездатний вік |
| -------- | ------- | ------------------ | ---------------- | -------------------- |
| Чоловіки | 94      | 20                 | 64               | 10                   |
| Жінки    | 84      | 17                 | 49               | 18                   |
| Разом    | 178     | 37                 | 113              | 28                   |